# Partizanski pokol v Mariji Reki
Partizanski poboj v Mariji Reki označuje pokol, ki so ga po koncu druge svetovne vojne leta 1945 v Mariji Reki storili Titovi jugoslovanski partizani.
Konec julija 1945 so jugoslovanski partizani v Zagorju, Hrastniku, Trbovlju, okolici Žalca, Prebolda in Celja aretirali številne slovenske domačine ter jih odpeljali v Trbovlje v kaznilnico Forti, od tod pa na morišče v Marijo Reko. V Mariji Reki so jih partizani in komunisti ustrelili v glavo in hrbet ter nato njihova trupla zakopali v grobišča, nekaj grobišč pa je bilo pokritih in označenih z gozdnim lesom. Zadnje žrtve so komunisti na tej lokaciji pobili 6. avgusta. V pokolu je bilo pobitih največ slovenskih in hrvaških civilistov ter tudi veliko vojnih ujetnikov. Jugoslovanske komunistične oblasti so prepovedale razpravo o pokolu. 
Po osamosvojitvi Slovenije je bila na tej lokaciji leta 1995 postavljena spominska kapela v spomin na žrtve. Oktobra 1994 je svojo pričevanje o pokolu povedal slovenski državljan Miha Plaznik, ki se je rešil tik pred ustrelitvijo in pobegnil partizanom. Svojo zgodbo je povedal tudi Leonu Legvartu, ki je v povojnih pobojih izgubil očeta.